# Sinfonia del Donbass/Entusiasmo
Sinfonia del Donbass/Entusiasmo (Entuziazm, Энтузиазм) è un film del 1931, diretto da Dziga Vertov.

## Trama
Unione Sovietica. Una ragazza indossa le cuffie per ascoltare una stazione radio che trasmette una certa "Sinfonia del Donbass".
Diverse persone si dedicano a gesti di devozione all'interno di alcune chiese. La religione è tuttavia considerata, nel regime sovietico, come oscurantista e contraria allo sviluppo socialista del popolo. Per questo motivo le chiese vengono smantellate, deprivate dei simboli cristiani, delle icone e degli addobbi sacri: al posto dei pinnacoli delle cupole, sradicati, vengono issate bandiere rosse, e gli edifici ecclesiastici vengono riconvertiti in circoli operai.
Mentre processioni religiose si alternano a dimostrazioni popolari inneggianti a Lenin viene varato il primo piano quinquennale dell'Unione Sovietica. Il paese – come sempre in caso di industrializzazione - ha bisogno innanzitutto di carbone, e nulla si presta meglio del bacino carbonifero del Donec per fornire il sistema economico della nazione di tale risorsa.
Le lavoratrici e i lavoratori del Donbass, attivati dal Komsomol, e in nome della dittatura del proletariato si danno quindi da fare per ottemperare alle richieste del paese e del partito: miniere (operate, queste, in gran maggioranza da lavoratori maschi) e impianti metallurgici fioriscono, operai lavorano alacremente, in vista dell'ideale, sotto i fumi tossici di ciminiere e fronteggiando eroicamente l'estraneazione delle linee d'assemblaggio.
Il loro sforzo ha successo: gli obiettivi del piano quinquennale vengono raggiunti in soli quattro anni. I primi convogli ferroviari carichi di carbone e di acciaio cominciano a partire dal Donbass. I treni attraversano campagne ancora apparentemente arretrate ma in procinto di attivare il processo di collettivizzazione nei Kolchoz. L'Unione Sovietica ha quindi raggiunto uno stadio fondamentale del suo sviluppo.

## Produzione

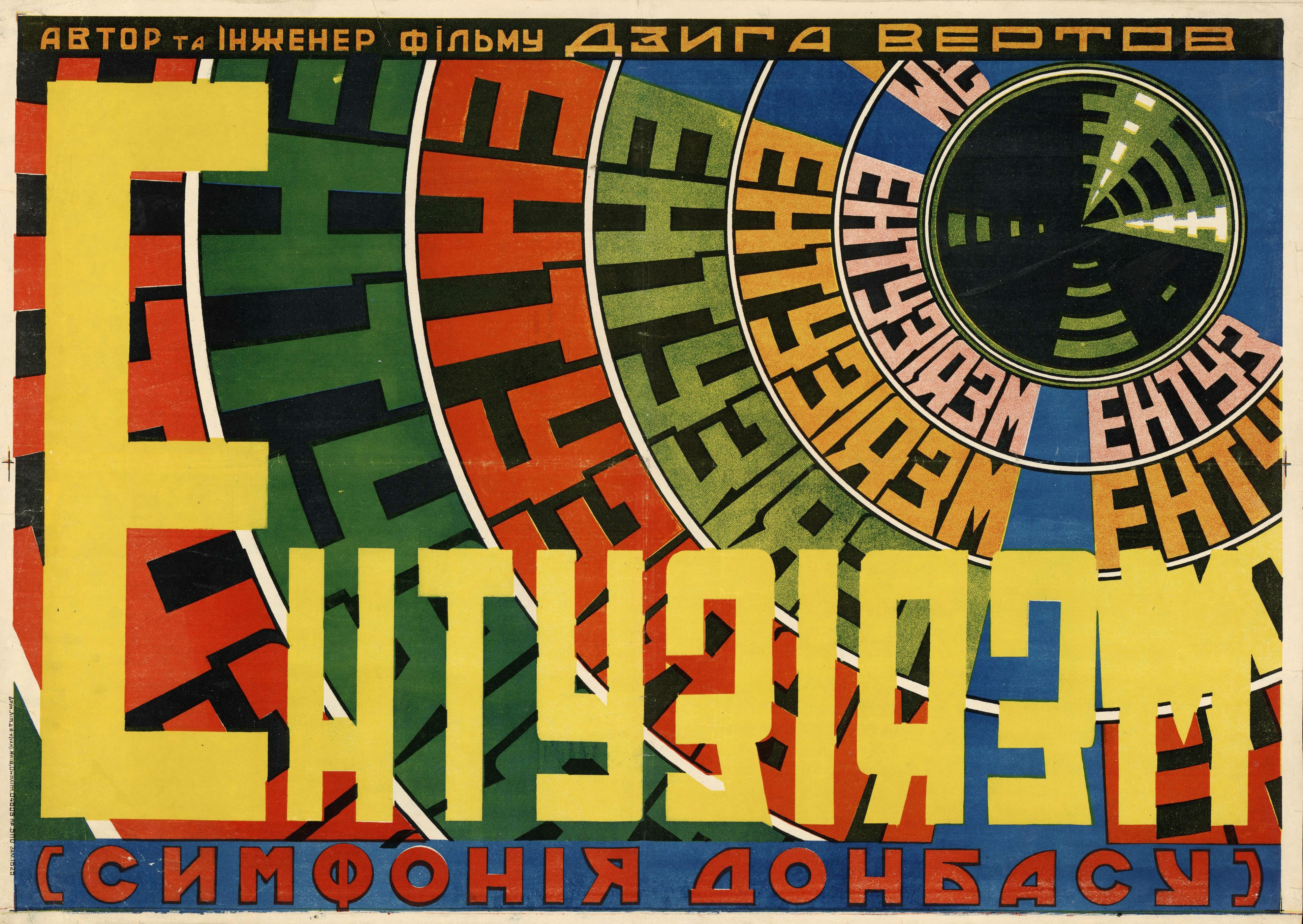
Locandina del film

Sinfonia del Donbass/Entusiasmo, pur non essendo altrettanto noto del famoso film di Vertov L'uomo con la macchina da presa, è tuttavia significativo in quanto primo film sonoro del regista e della casa di produzione sovietica Ukrainfilm. Si tratta di un documentario girato interamente in location, cosa piuttosto insolita per la produzione sovietica del tempo. Come per diversi altri suoi film, Vertov si è avvalso della collaborazione della moglie Elizaveta Svilova.
Il film nacque con l'intento di celebrare il piano quinquennale di Stalin, operativo dal 1928 al 1932. La regione del Donbass, in Ucraina, ricca di risorse naturali – carbone prima di tutto – si prestava particolarmente bene per illustrare la portata del piano e rivestiva una decisa importanza per il raggiungimento degli obbiettivi dello Stato: la regione aveva conosciuto un primo accenno all'industrializzazione già nell'800, ma fu solo con l'avvento del regime sovietico dopo la rivoluzione d'ottobre che si misero in atto strategie per il completo sviluppo del Donbass.
Vertov, nei suoi scritti, ha ben messo in evidenza il ruolo preminente delle risorse naturali: "Il carbone viene dalla terra. Carbone per le industrie. Carbone per le locomotive. Carbone per i forni del coke. Il carbone è arrivato. I nastri trasportatori e i setacci sono all'opera. Le fantasmagoriche teorie di carrelli per il carbone hanno iniziato a muoversi. Gli altiforni funzionano a pieno regime. Il metallo è arrivato. I laminatoi e gli open-hearth rimbombano e fondono, laminatoi, forni – in un singolo afflato creativo verso il socialismo". Nel film, con le sue inquadrature di minatori, forni, carrelli per il minerale, l'importanza dell'estrazione dal sottosuolo è sottolineata.
Una volta giunti nel Donbass, Vertov e i suoi collaboratori, non avendo avuto agio in precedenza di preparare una colonna sonora, dovettero frettolosamente registrare suoni ambientali. Oltre alla scarsità di tempo, la troupe fu costretta a fronteggiare una quasi totale mancanza di mezzi di trasporto, col risultato di dover trascinare a forza i propri equipaggiamenti: "Data la completa assenza di mezzi ci siamo mossi a piedi, o spesso a quattro zampe, trascinandoci un carico di 2700 libbre. La realizzazione del film diventava in tal modo uno sforzo fisico oltre che mentale".

## Colonna sonora
La colonna sonora del film è considerata sperimentale e d'avanguardia in virtù dell'incorporazione in essa di suoni industriali, provenienti dalla fabbrica e dai macchinari; le voci umane non vi giocano che un ruolo minore. Vertov stesso descrisse Sinfonia del Donbass/Entusiasmo come un'opera innovativa nel campo degli accompagnamenti musicali, e riteneva che "la complessa interazione dei suoni con le immagini" fosse una delle principali acquisizioni dell'opera. Il regista considerava il film come un esperimento esteso in cui le giustapposizioni e disallineamenti dei suoni erano pienamente intenzionali: egli rifiutava di sincronizzare suoni e immagini per creare un notevole effetto sugli spettatori. Lo studioso di cultura russa Stephen Lovell considera i suoni come protagonisti, a sé stanti, del film: "Nel 1931", egli scrive, "con Entuziazm (non a caso sottotitolato "Sinfonia del Donbass"), egli [Vertov] ha fatto del microfono il protagonista, così come in precedenza aveva fatto con la macchina da presa. Vertov e la sua troupe hanno portato a termine un esperimento riuscito con il microfono mobile, evitando di sincronizzare suoni e immagini, in modo, con la loro giustapposizione, da produrre un eloquente contrappunto".
Vertov iniziò a girare il film nel 1929 prima di prendere in considerazione quale avrebbe potuto esserne la colonna sonora. La produzione sonora del film è essenziale per comprendere appieno il significato e la portata di Sinfonia del Donbass/Entusiasmo all'interno del cinema sovietico e della storia della cinematografia tout-court. Si fece strada l'idea che il sonoro di un film non dovesse limitarsi esclusivamente a suoni artificiali prodotti in studio.

## Distribuzione

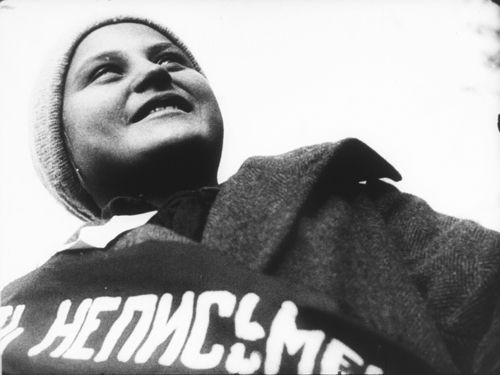
Un'inquadratura del film

Prima dell'uscita del film il regista scrisse: "La realizzazione di Sinfonia del Donbass/Entusiasmo è stata completata più di sei mesi fa. Il prodotto finito è uscito di fabbrica per le celebrazioni dell'ottobre 1930, ma non è ancora stato proiettato per il pubblico. Il film attende dunque una seria considerazione dei suoi meriti e demeriti, non tanto in termini generali, ma nel contesto del presente stato di sviluppo del cinema sonoro".
Il film uscì nelle sale il 2 aprile 1931. Il pubblico rimase perplesso e non ci furono molte voci favorevoli; il film non funzionò al botteghino e di conseguenza fu ritirato in fretta dalla distribuzione. Sinfonia del Donbass/Entusiasmo fu riscoperto negli anni '60 solo a seguito del rinnovato interesse dell'Occidente nei riguardi del cinema d'avanguardia sovietico. Il film fu restaurato nel 2011 dai Dovzhenko Film Studios su incarico dell'Agenzia statale ucraina per il film ( Archiviato l'11 giugno 2020 in Internet Archive.).

## Accoglienza
Nei suoi scritti, Vertov si è espresso criticamente nei confronti del suo proprio film. Egli scrisse che il progetto era eccessivamente ambizioso e andava al di là delle possibilità tecniche a disposizione ai tempi. Per questo motivo egli riteneva Sinfonia del Donbass/Entusiasmo una sorta di ibrido, non del tutto portato a termine né del tutto incompleto. Il regista venne criticato anche e soprattutto per i "suoni disumani" che aveva impiegato nel film.
In risposta ad alcune critiche mossegli, d'altra parte, Vertov, come si legge a p. 114 della raccolta dei suoi scritti (Kino-Eye: The Writings of Dziga Vertov) mostrava frustrazione nei confronti di quei critici che volevano prendere in considerazione solo il materiale visivo o quello sonoro del film, indipendentemente dalle loro interazioni: "Coloro che hanno prodotto Sinfonia del Donbass/Entusiasmo, così come, credo, in generale tutti i cineasti, sono interessati ad un'analisi del film non unilaterale ma che si rivolga alla totalità dei suoi aspetti".
Ad un livello teorico e astratto i critici si sono dimostrati unanimi nel lamentare nel film una certa mancanza di pathos. John McKay, professore di Lingue e Letterature slave a Yale e specialista di cinema sovietico, ha rilevato che Sinfonia del Donbass/Entusiasmo – così come l'altro film di Vertov La sesta parte del mondo – sia stato accusato di presentare una sorta di mondo utopico in cui il socialismo sarebbe già stato realizzato senza apparenti difficoltà e conflitti. Per questo motivo, molti esponenti del bolscevismo si erano dimostrati scettici sulla possibilità del film di ritrarre la vera storia e ideologia del partito.
Per quanto riguarda la segmentazione interpretativa del film i critici si sono rifatti principalmente a due vedute. MacKay ne individuava tre parti: la prima, in cui i malesseri sociali costituiti dalla religione e dall'alcool sono messi da parte per procedere all'implementazione del socialismo, la seconda, che si focalizza sulla produttività del Donbass, e la terza, nella quale i prodotti della regione vengono destinati a far fronte alle necessità di altre zone dell'URSS. Altri studiosi hanno preferito individuare due parti nel film: "Nella prima parte, prima di colpire lo spettatore con il muro sonoro dell'industrializzazione, Vertov crea una serie di dislivelli con le immagini ed i suoni delle vecchie forme della società immobile e decadente… Il montaggio realizza in seguito, tramite giustapposizione di vestigia del passato e di immagini di industrializzazione, meccanizzazione e produzione, il sorpasso ottenuto dal socialismo rispetto all'assetto precedente della società".